# Survivor: Cambodia
Survivor: Cambodia - Second Chance, também conhecido como Survivor: Second Chance (Segunda Chance), foi a trigésima-primeira temporada do reality show americano Survivor. Filmado no verão de 2015, em Koh Rong, Camboja, o programa estreou em 23 de setembro de 2015.
Ao contrário do elenco das temporadas anteriores, que foi totalmente selecionado pelos produtores, esta temporada contou com 20 competidores selecionados por votação do público a partir de uma seleção de 32 jogadores de temporadas passadas, que tinham participado apenas uma vez e ainda não haviam vencido. Os 32 candidatos foram revelados em 06 de maio de 2015, no mesmo dia em que a votação começou. O elenco final foi revelado em 20 de maio, na reunião da temporada anterior, Survivor: Worlds Apart, sendo que imediatamente após a revelação ocorrer, o elenco foi enviado para o Camboja.
É a décima temporada com jogadores retornando, e a terceira a contar com um elenco composto inteiramente de retornantes, depois de Survivor: All-Stars e Survivor: Heroes vs. Villains. Apesar desta ter sido a trigésima-primeira temporada a ser transmitida, ela foi a trigésima-segunda a ser gravada. Sua gravação ocorreu imediatamente após a finalização de Survivor: Kaôh Rōng, na mesma localidade.
A temporada apresentou várias alterações no formato tradicional do jogo. Ídolos de Imunidade escondidos, comumente escondidos nos arredores dos acampamentos ou na Ilha do Exílio, desta vez, até antes da fusão tribal, foram escondidos nos desafio de imunidade. Além disso, essa temporada destacou-se por ser a primeira vez no programa em que o número de tribos vigentes aumentou (de duas para três) e, também, a primeira vez em que a fusão ocorreu quando ainda restavam 13 competidores. Outra inovação foi a introdução da possibilidade de um competidor "roubar o voto" de outro, proibindo-o de votar e votando no seu lugar.
No episódio final, em 16 de dezembro de 2014, Jeremy Collins foi anunciado como vencedor da temporada, tendo derrotado Latasha "Tasha" Fox e Spencer Bledsoe em uma votação unânime de 10-0-0 votos.

## Participantes

### Processo de seleção
De acordo com o apresentador e produtor executivo, Jeff Probst, inicialmente foram considerados 75 competidores prévios com potencial para retornar nesta temporada. No Twitter e em uma entrevista para o Entertainment Weekly, Jeff revelou que Greg Buis de Survivor: Borneo, Ian Rosenberger de Survivor: Palau, Shannon "Shambo" Waters de Survivor: Samoa,  Roberta "R.C." Saint-Amour e Jeff Kent de Survivor: Philippines foram contatados para um potencial retorno, entretanto, todos recusaram a oferta. Josh Canfield de Survivor: San Juan del Sur declarou que foi contatado pela produção, mas não pode aceitar o convite por estar escalado para o espetáculo da Broadway, Doctor Zhivago. Jaclyn Schultz, também de Survivor: San Juan del Sur, declarou que seu noivo e parceiro em San Juan del Sur, Jon Misch, foi contatado pelo programa, mas foi cortado por não responder a mensagem da produção a tempo.

### Votação do público
A votação popular foi conduzida no website da CBS e estava aberta para residentes dos Estados Unidos, Canadá (onde o programa é transmitido simultaneamente pelo canal Global) e Austrália (onde o programa vai ao ar pelo canal Go! no dia seguinte à transmissão americana). No website, cada candidato foi apresentado em um vídeo mostrando uma séria de passagens de sua temporada original seguido por um apelo ao público explicando os motivos pelos quais ele deveria ser selecionado para participar de Survivor: Cambodia. Votantes registrados podiam votar uma vez a cada 24 horas e deviam escolher exatamente 10 homens e 10 mulheres que eles gostariam que retornassem nessa temporada. Esse processo de escolha de elenco baseado no voto do público foi similar ao usado pela CBS em 2006 para a edição do programa Big Brother em uma de suas temporadas com ex-participantes retornando.
A votação começou no dia 6 de maio de 2015, enquanto Survivor: Worlds Apart ainda estava sendo transmitida. A enquete de votação popular incluía apenas ex-participantes que haviam competido apenas uma vez anteriormente e não ganharam. Entretanto, dois candidatos de Worls Apart (Mike Holloway e Carolyn Rivera) ainda não haviam sido eliminados do programa quando a votação começou, por isso a produção divulgou que, caso um deles fosse revelado o vencedor da temporada, este seria automaticamente considerado inelegível para participar de Cambodia e, caso, estivesse entre os 10 mais votados em seu gênero, seria substituído pelo 11º candidato mais votado na enquete. Mike Holloway foi anunciado como o vencedor de Worlds Apart e, apesar de estar entre os 10 homens mais votados para retornar, foi substituído. Jeff Probst declarou que, por respeito aos competidores, não tinha a intenção de revelar as posições que cada um ficou na votação.
| Nome                     | Idade | Cidade                  | Temporada Original |
| ------------------------ | ----- | ----------------------- | ------------------ |
| Teresa "T-Bird" Cooper   | 56    | Jackson, Georgia        | Africa             |
| Brad Culpepper           | 46    | Tampa, Florida          | Blood vs. Water    |
| Max Dawson               | 38    | Topanga, Califórnia     | Worlds Apart       |
| Mike Holloway            | 38    | Fort Worth, Texas       | Worlds Apart       |
| Shane Powers             | 44    | Los Angeles, Califórnia | Panama             |
| Jim Rice                 | 39    | Denver, Colorado        | South Pacific      |
| Carolyn Rivera           | 53    | Queens, Nova Iorque     | Worlds Apart       |
| Troy "Troyzan" Robertson | 53    | Miami, Flórida          | One World          |
| Natalie Tenerelli        | 24    | Studio City, Califórnia | Redemption Island  |
| Sabrina Thompson         | 37    | Brooklyn, Nova Iorque   | One World          |
| Stephanie Valencia       | 30    | San Diego, Califórnia   | Redemption Island  |
| Mikayla Wingle           | 25    | Miami, Flórida          | South Pacific      |

1. ↑  Durante a votação, Mike não tinha sido anunciado como vencedor de Worlds Apart; devido sua vitória ele foi considerado inelegível mesmo tendo ficado entre os 10 homens mais votados na enquete, e sua vaga foi dada ao 11º candidato masculino mais votado.

## Participantes
- Abi-Maria Gomes - 35 anos - Los Angeles, Califórnia
- Andrew Savage - 51 anos - San Jose, Califórnia
- Ciera Eastin - 26 anos - Salem, Oregon
- Jeff Varner - 49 anos -  Greensboro, Carolina do Norte
- Jeremy Collins - 37 anos -  Foxborough, Massachusetts
- Joe Anglim - 25 anos - Scottsdale, Arizona
- Kass McQuillen - 42 anos -  Tehachapi, Califórnia
- Keith Nale - 54 anos - Keithville, Louisiana
- Kelley Wentworth - 29 anos -  Seatle, Washington
- Kelly Wiglesworth - 37 anos -  Greensboro, Carolina do Norte
- Kimmi Kappenberg - 42 anos - The Woodlands, Texas
- Monica Padilla - 30 anos -  Queens, Nova Iorque
- Peih-Gee Law - 37 anos - São Francisco, Califórnia
- Shirin Oskooi- 32 anos - São Francisco, Califórnia
- Spencer Bledsoe - 22 anos -  Chicago, Illinois
- Stephen Fishbach - 36 anos - Nova Iorque, Nova Iorque
- Tasha Fox - 39 anos - Saint Louis, Missouri
- Terry Deitz - 55 anos - Simsbury, Connecticut
- Vytas Baskauskas - 35 anos - Santa Mônica, Califórnia
- Woo Hwang - 31 anos - Newport Beach, Califórnia

## O Jogo
| Participante                            | Tribo Original | Primeira Mistura   | Segunda Mistura     | Tribo Pós-Fusão     | Colocação Final                         |
| --------------------------------------- | -------------- | ------------------ | ------------------- | ------------------- | --------------------------------------- |
| Vytas Baskauskas Blood vs. Water        | Ta Keo         |                    |                     |                     | 1º Eliminado Dia 3                      |
| Shirin Oskooi Worlds Apart              | Ta Keo         | 2º Eliminado Dia 6 |                     |                     |                                         |
| Peih-Gee Law China                      | Ta Keo         | Angkor             | 3º Eliminado Dia 9  |                     |                                         |
| Jeff Varner The Australian Outback      | Ta Keo         | Angkor             | 4º Eliminado Dia 11 |                     |                                         |
| Monica Padilla Samoa                    | Bayon          | Bayon              | 5º Eliminado Dia 13 |                     |                                         |
| Terry Deitz Panama                      | Ta Keo         | Ta Keo             | Desistente Dia 14   |                     |                                         |
| Woo Hwang Cagayan                       | Ta Keo         | Angkor             | Ta Keo              | 6º Eliminado Dia 16 |                                         |
| Kassandra "Kass" McQuillen Cagayan      | Bayon          | Ta Keo             | Ta Keo              | Orkun               | 7º Eliminado 1° Membro do Júri Dia 19   |
| Andrew Savage Pearl Islands             | Bayon          | Angkor             | Ta Keo              | Orkun               | 8º Eliminado 2° Membro do Júri Dia 21   |
| Kelly Wiglesworth Borneo                | Ta Keo         | Bayon              | Ta Keo              | Orkun               | 9º Eliminado 3° Membro do Júri Dia 24   |
| Ciera Eastin Blood vs. Water            | Bayon          | Ta Keo             | Ta Keo              | Orkun               | 10º Eliminado 4° Membro do Júri Dia 26  |
| Stephen Fishbach Tocantins              | Bayon          | Bayon              | Bayon               | Orkun               | 11º Eliminado 5° Membro do Júri Dia 29  |
| Joe Anglim Worlds Apart                 | Bayon          | Ta Keo             | Bayon               | Orkun               | 12º Eliminado 6° Membro do Júri Dia 32  |
| Abi-Maria Gomes Philippines             | Ta Keo         | Angkor             | Ta Keo              | Orkun               | 13º Eliminado 7° Membro do Júri Dia 35  |
| Kimmi Kappenberg The Australian Outback | Bayon          | Bayon              | Bayon               | Orkun               | 14º Eliminado 8° Membro do Júri Dia 36  |
| Keith Nale San Juan del Sur             | Bayon          | Ta Keo             | Bayon               | Orkun               | 15º Eliminado 9° Membro do Júri Dia 37  |
| Kelley Wentworth San Juan del Sur       | Ta Keo         | Ta Keo             | Bayon               | Orkun               | 16º Eliminado 10° Membro do Júri Dia 38 |
| Spencer Bledsoe Cagayan                 | Ta Keo         | Bayon              | Ta Keo              | Orkun               | 2º Colocado                             |
| Latasha "Tasha" Fox Cagayan             | Bayon          | Angkor             | Bayon               | Orkun               | 2º Colocado                             |
| Jeremy Collins San Juan del Sur         | Bayon          | Bayon              | Bayon               | Orkun               | Último Sobrevivente                     |

O Total de Votos é o número de votos que o competidor recebeu durante os Conselhos Tribais onde ele era elegível para ser eliminado do jogo. Não inclui os votos recebidos durante o Conselho Tribal Final

## Episódios
| 01 | Second Chance (Segunda Chance)      | Vytas                   | 9,70 | 23 de setembro de 2015 |  |  |
|    |                                     |                         |      |                        |  |  |
| 02 | Survivor MacGyver                   | Shirin                  | 9,43 | 30 de setembro de 2015 |  |  |
|    |                                     |                         |      |                        |  |  |
| 03 | We Got a Rat                        | Peih-Gee                | 9,07 | 3 de outubro de 2015   |  |  |
|    |                                     |                         |      |                        |  |  |
| 04 | What's the Beef?                    | Jeff                    | 9,07 | 14 de outubro de 2015  |  |  |
|    |                                     |                         |      |                        |  |  |
| 05 | A Snake in the Grass                | Monica                  | 9,10 | 21 de outubro de 2015  |  |  |
|    |                                     |                         |      |                        |  |  |
| 06 | Bunking with the Devil              | Terry (desistente) Woo  | 8,48 | 28 de outubro de 2015  |  |  |
|    |                                     |                         |      |                        |  |  |
| 07 | Play to Win                         | Kass                    | 8,80 | 4 de novembro de 2015  |  |  |
|    |                                     |                         |      |                        |  |  |
| 08 | You Call, We'll Haul                | Andrew                  | 9,00 | 11 de novembro de 2015 |  |  |
|    |                                     |                         |      |                        |  |  |
| 09 | Witches Coven                       | Kelly                   | 9,05 | 18 de novembro de 2015 |  |  |
|    |                                     |                         |      |                        |  |  |
| 10 | Like Selling Your Soul to the Devil | Ciera                   | 8,12 | 25 de novembro de 2015 |  |  |
|    |                                     |                         |      |                        |  |  |
| 11 | My Wheels are Spinning              | Stephen                 | 8,12 | 25 de novembro de 2015 |  |  |
|    |                                     |                         |      |                        |  |  |
| 12 | Tiny Little Shanks to the Heart     | Joe                     | 9,42 | 2 de dezembro de 2015  |  |  |
|    |                                     |                         |      |                        |  |  |
| 13 | Villains Have More Fun              | Abi-Maria               | 9,91 | 9 de dezembro de 2015  |  |  |
|    |                                     |                         |      |                        |  |  |
| 14 | Lie, Cheat and Steal                | Kimmi Keith Kelley      | 9,45 | 16 de dezembro de 2015 |  |  |
|    |                                     |                         |      |                        |  |  |
| -  | The Reunion (A Reunião)             | Jeremy1 Tasha1 Spencer1 | 6,49 | 16 de dezembro de 2015 |  |  |
|    |                                     |                         |      |                        |  |  |

↑1 O nome grafado em vermelho indica que o competidor foi o vencedor da temporada e, portanto, não foi eliminado. Os nomes grafados em verde  indicam que os competidores não foram eliminados e, como cada um recebeu a mesma quantidade de votos, terminaram empatados na segunda colocação.